# Carlotta del Belgio
Carlotta del Belgio, nome completo in francese Marie Charlotte Amélie Augustine Victoire Clémentine Léopoldine (Laeken, 7 giugno 1840 – Meise, 19 gennaio 1927), nata principessa del Belgio, divenne arciduchessa d'Austria e imperatrice del Messico grazie alle sue nozze con Massimiliano I.

## Biografia

### Infanzia

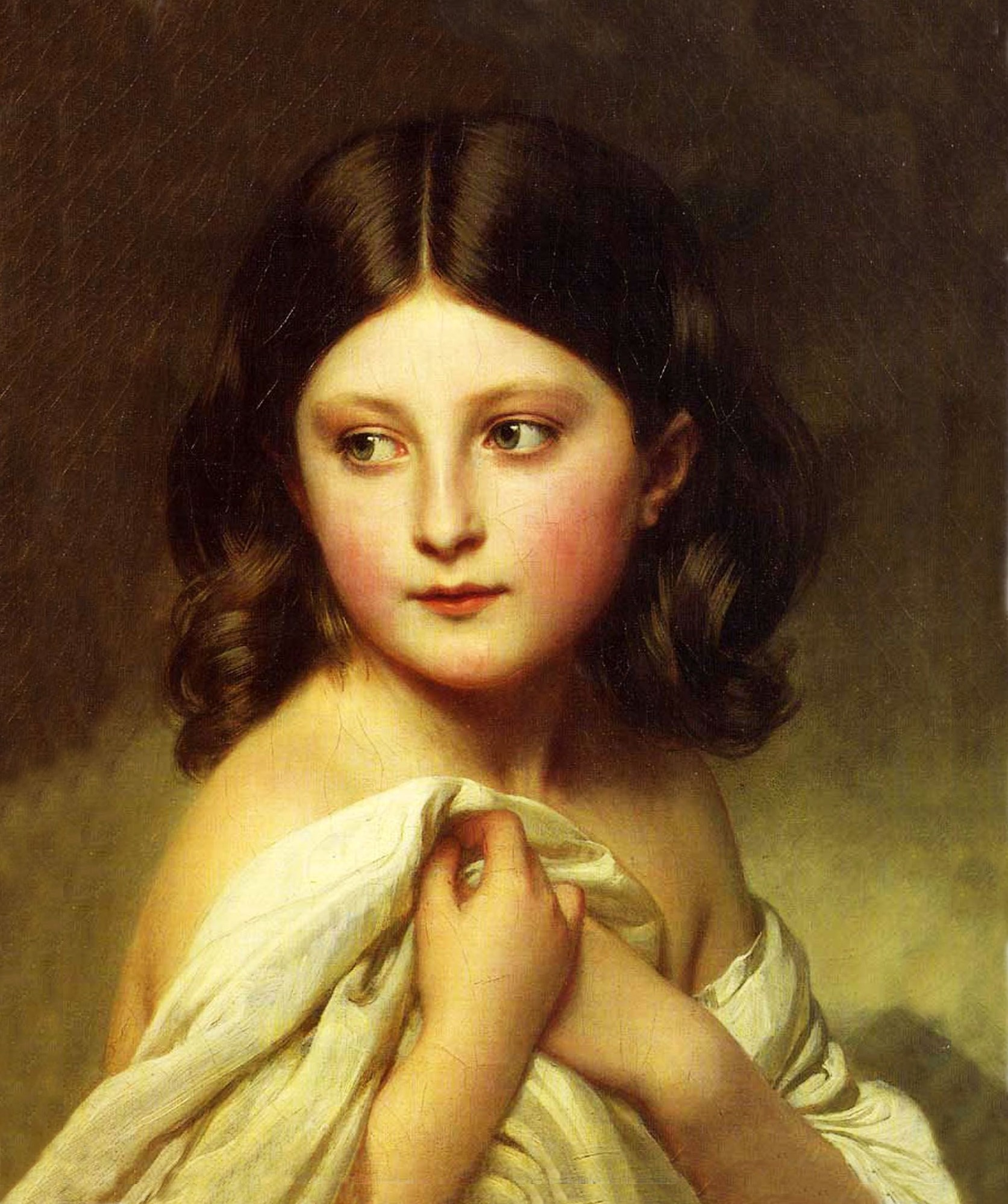
Carlotta del Belgio ritratta a dieci anni da Hermann Winterhalter

Unica figlia femmina di Leopoldo I, Re dei Belgi (1790-1865) e della sua seconda moglie Luisa d'Orléans, Principessa d'Orléans (1812–1850), Carlotta nacque nel Palazzo Reale di Laeken in Belgio. Fu chiamata così in onore della prima moglie del padre, la principessa britannica Carlotta, morta di parto a soli ventun anni.
Carlotta ebbe tre fratelli: Luigi Filippo, che morì nell'infanzia, Leopoldo, che alla morte del loro padre divenne Leopoldo II del Belgio e Filippo, Conte di Fiandra. Era anche una cugina della Regina Vittoria del Regno Unito e di suo marito, il Principe Alberto, nonché di Ferdinando II del Portogallo. 
Sua nonna Maria Amalia di Borbone-Due Sicilie, Regina dei Francesi, era la consorte di Luigi Filippo di Francia, e una nipote di Maria Antonietta. Maria Amalia fu una confidente intima di Carlotta, e il giorno del suo matrimonio nel 1857, indossava un braccialetto con un ritratto una sua miniatura. Nonna e nipote corrispondevano regolarmente, soprattutto in seguito quando Carlotta era in Messico.
All'età di dieci anni perse la madre, la Regina Luisa, per tubercolosi: fu affidata alla contessa di Hulste, una cara amica di famiglia. Anche se giovane, la principessa aveva la sua casa; ma per un paio di settimane all'anno, Carlotta soggiornava a Claremont con Maria Amalia e il resto della famiglia di sua madre in esilio.
La sua istruzione religiosa fu affidata al redentorista Victor-Auguste-Isidore Dechamps, fratello dell'allora ministro degli affari esteri e, più tardi, vescovo di Malines.

### Matrimonio

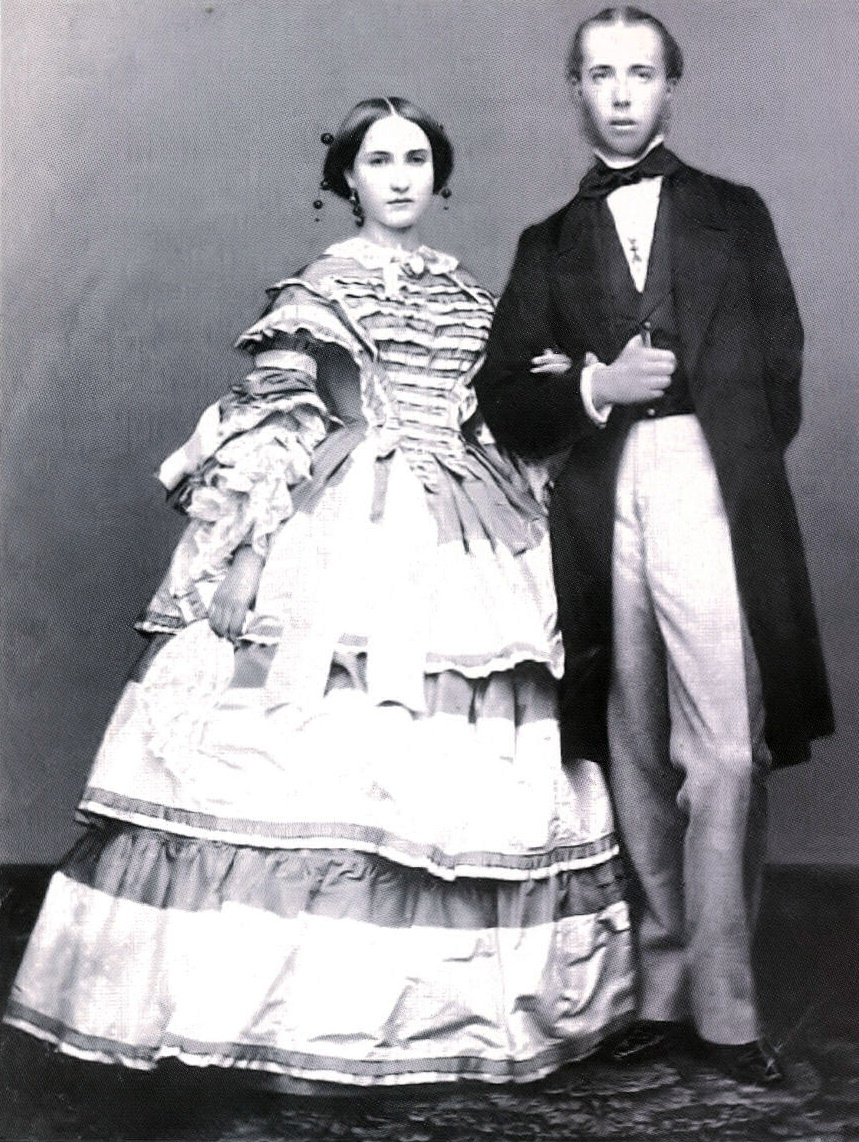
L'Arciduca Massimiliano e l'Arciduchessa Carlotta come giovane coppia

Quando Carlotta compì sedici anni ebbe come pretendenti il principe Giorgio di Sassonia e il re Pietro, quest'ultimo candidato dalla Regina Vittoria. Nel mese di maggio del 1856, la principessa conobbe a Bruxelles l'arciduca Ferdinando Massimiliano d'Austria (1832-1867), fratello cadetto dell'imperatore d'Austria Francesco Giuseppe.
Il 27 luglio 1857 Carlotta e Massimiliano si sposarono a Bruxelles. Alla corte di Vienna ella fu molto apprezzata da sua suocera Sofia di Baviera, che vedeva in lei l'esempio perfetto di moglie per un arciduca austriaco. Carlotta detestava l'Imperatrice Elisabetta (moglie di Francesco Giuseppe). Si diceva che all'arciduchessa non piacesse il profondo legame esistente tra l'imperatrice sua cognata e Massimiliano, suo marito, che erano confidenti e condividevano lo stesso gusto per molte cose, specialmente perché sua cognata era universalmente ammirata per la sua bellezza e fascino.
Carlotta e Massimiliano non ebbero figli, ma nel 1865 la coppia imperiale adottò Agustín de Iturbide y Green e Salvador de Iturbide y Marzán, nipoti di Agustín de Iturbide y Arámburu, ex imperatore del Messico (r. 1822-23). Diedero al piccolo Agustín di due anni il titolo di "Sua Altezza, Il Principe di Iturbide" (simili titoli imperiali furono accordati a vari membri della estesa famiglia del bambino, ma mai con l'intenzione di dargli il trono, poiché non di sangue reale). Massimiliano spiegò egli stesso che era tutta una farsa per ottenere da suo fratello, l'Arciduca Carlo Ludovico d'Austria, che uno dei suoi figli diventasse erede. Gli eventi esplosivi del 1867 delusero le speranze di eredità, e una volta diventato adulto, Agustín rinunciò tutti i diritti al trono messicano, servì nell'esercito messicano, e infine, si stabilì come professore all'Università di Georgetown.
Secondo alcune voci, nel 1866 Carlotta ebbe una relazione con un ufficiale belga, il Colonnello Alfred Van der Smissen, al quale diede un figlio, Maxime Weygand, nato a Bruxelles il 21 gennaio 1867. Weygand rifiutò di confermare o negare le voci persistenti così la sua parentela rimane incerta. Weygand era un militare francese che combatté sia nella I che nella II guerra mondiale.

### Il Lombardo-Veneto
Gli arciduchi arrivarono a Milano il 6 settembre 1857 e vi risiedettero fino al 1859, quando Massimiliano venne congedato dal suo incarico. Egli infatti aveva tentato di governare il regno seguendo principi liberali, scontrandosi però con l'autorità di Vienna.
Carlotta e Massimiliano si ritirarono per qualche tempo a vita privata, soggiornando soprattutto a Trieste dove fecero costruire il castello di Miramare, fino a quando, il 3 ottobre 1863, giunse alla loro residenza una delegazione di emigrati messicani per offrire ufficialmente all'arciduca la corona del Messico. In realtà i negoziati per questo progetto erano già in corso da più di due anni. Napoleone III di Francia si dichiarò pronto a sostenere militarmente Massimiliano come imperatore, essendo interessato alla formazione di un'area di cultura latina e cattolica in America centrale, per contrastare la crescente influenza dei nascenti Stati Uniti d'America. Dopo un periodo di esitazioni, il 10 aprile 1864 Massimiliano, essendo stato informato del risultato a lui favorevole di un referendum indetto in Messico, accettò la "corona della Nazione messicana".

### Imperatrice del Messico

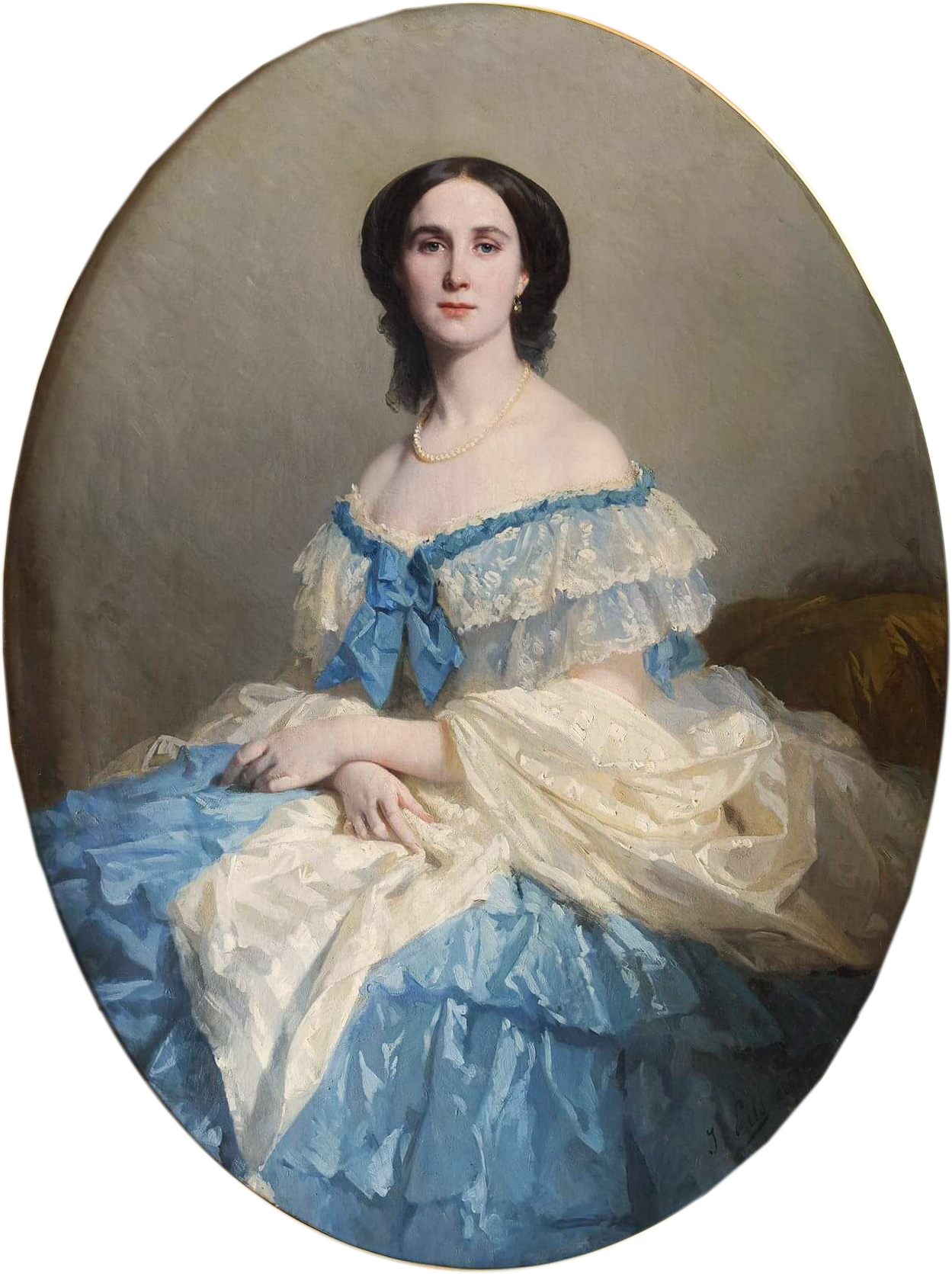
Ritratto di Carlotta del Messico (Isidore Pils)

I nuovi sovrani fecero la loro entrata solenne a Città del Messico, il 12 giugno del 1864, trovando sì una calorosa accoglienza, ma anche un paese disorganizzato e sconvolto dall'insicurezza, con sacche di ribellione nelle zone interne, messo ulteriormente a rischio dalla corruzione e dall'anarchia. Risultò presto evidente che era stata una minoranza della popolazione ad aver fatto appello a loro, sovrani stranieri, e non la maggioranza. Nonostante tutto essi iniziarono il loro regno con generosa fiducia: l'imperatore riuscì inizialmente a riconciliare i partiti politici, mentre Carlotta si rese popolare visitando la città di Veracruz durante un'epidemia di febbre gialla.

### Ritorno in Europa e morte

Ritratto dell'Imperatrice Carlotta del Messico (Albert Gräfle, 1865).

La situazione politica degenerò velocemente. Il 9 luglio 1866 Carlotta lasciò il Messico per ritornare in Europa. Ella si recò a patrocinare la causa del marito prima a Parigi, poi a Roma, senza ottenere alcun risultato. Napoleone III, a causa dei mutamenti avvenuti nel quadro politico europeo, abbandonò ogni progetto riguardante il Messico.
Durante la sua permanenza a Roma, dove chiese perfino l'aiuto di papa Pio IX, Carlotta diede i primi segni di un grave squilibrio mentale. Il 7 ottobre il fratello Filippo, conte di Fiandra, la raggiunse e la condusse a Miramare, dove a quanto pare lei rimase sotto la crudele sorveglianza degli agenti della sicurezza austriaca fino a quando i suoi fratelli riuscirono, con difficoltà, a ricondurla in Belgio.
Il 19 giugno 1867 Massimiliano venne fucilato dai repubblicani a Querétaro.
Dopo un breve momento di lucidità, nel periodo immediatamente successivo alla morte del marito, Carlotta sprofondò definitivamente nella follia. Trascorse il resto della sua lunga vita nella tenuta di Bouchout, appositamente acquistata per lei dal fratello Leopoldo II.

## Titoli e trattamento
- 7 giugno 1840 – 27 luglio 1857: Sua Altezza Reale, la principessa Carlotta del Belgio, principessa di Sassonia-Coburgo-Gotha, duchessa in Sassonia
- 27 luglio 1857 – 10 aprile 1864: Sua Altezza Imperiale e Reale, l'arciduchessa Carlotta d'Austria, principessa Reale d'Ungheria e Boemia, principessa del Belgio, principessa di Sassonia-Coburgo-Gotha, duchessa in Sassonia
- 10 aprile 1864 – 15 maggio 1867: Sua Maestà Imperiale, imperatrice Carlotta, imperatrice del Messico, arciduchessa d'Austria, principessa reale di Ungheria e di Boemia, principessa del Belgio, principessa di Sassonia-Coburgo-Gotha, duchessa in Sassonia
- 15 maggio 1867 – 19 giugno 1867: Sua Maestà Imperiale, imperatrice Carlotta del Messico, arciduchessa d'Austria, principessa reale di Ungheria e di Boemia, principessa del Belgio, principessa di Sassonia-Coburgo-Gotha, duchessa in Sassonia (in pretesa)
- 19 giugno 1867 – 19 gennaio 1927: Sua Maestà Imperiale, imperatrice Carlotta, imperatrice vedova del Messico, arciduchessa vedova d'Austria, principessa reale vedova d'Ungheria e di Boemia, principessa del Belgio, principessa di Sassonia-Coburgo-Gotha, duchessa in Sassonia (in pretesa)

Monogrammi combinati dell'Imperatore Massimiliano e dell'Imperatrice Carlotta
Il monogramma personale dell'imperatrice Carlotta.
Stemma di Carlotta, Imperatrice titolare del Messico, come dama dell'Ordine della Regina Maria Luisa.

## Onorificenze

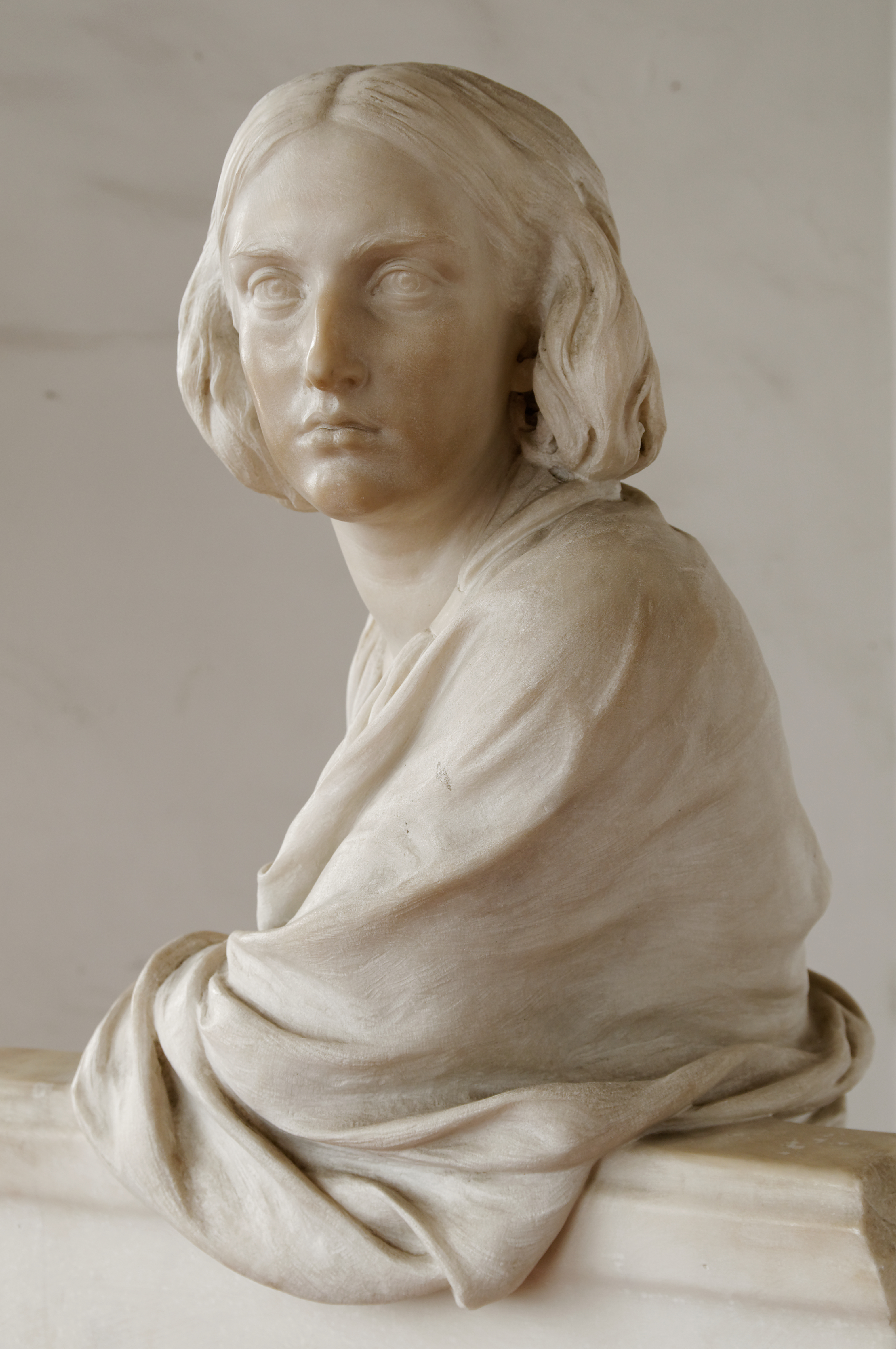
Busto di Carlotta d'Asburgo di Francesco Jerace

## Ascendenza
|                                              |                                  |                                             | Genitori                                              |  |  | Nonni |  |  | Bisnonni                                            |  |  | Trisnonni                                           |  |
|                                              |                                  |                                             |                                                       |  |  |       |  |  | Ernesto Federico, Duca di Sassonia-Coburgo-Saalfeld |  |  | Francesco Giosea, Duca di Sassonia-Coburgo-Saalfeld |  |
|                                              |                                  |                                             |                                                       |  |  |       |  |  | Ernesto Federico, Duca di Sassonia-Coburgo-Saalfeld |  |  | Francesco Giosea, Duca di Sassonia-Coburgo-Saalfeld |  |
|                                              |                                  | Anna Sofia di Schwarzburg-Rudolstadt        |                                                       |  |  |       |  |  | Ernesto Federico, Duca di Sassonia-Coburgo-Saalfeld |  |  |                                                     |  |
| Francesco, Duca di Sassonia-Coburgo-Saalfeld |                                  |                                             |                                                       |  |  |       |  |  | Ernesto Federico, Duca di Sassonia-Coburgo-Saalfeld |  |  |                                                     |  |
|                                              |                                  | Sofia Antonia di Brunswick-Wolfenbüttel     | Ferdinando Alberto II, Duca di Brunswick-Wolfenbüttel |  |  |       |  |  |                                                     |  |  |                                                     |  |
|                                              |                                  | Sofia Antonia di Brunswick-Wolfenbüttel     | Ferdinando Alberto II, Duca di Brunswick-Wolfenbüttel |  |  |       |  |  |                                                     |  |  |                                                     |  |
|                                              |                                  | Sofia Antonia di Brunswick-Wolfenbüttel     | Antonietta Amalia di Brunswick-Wolfenbüttel           |  |  |       |  |  |                                                     |  |  |                                                     |  |
| Leopoldo I del Belgio                        |                                  | Sofia Antonia di Brunswick-Wolfenbüttel     |                                                       |  |  |       |  |  |                                                     |  |  |                                                     |  |
|                                              |                                  | Enrico XXIV, Conte Reuss di Ebersdorf       | Enrico XXIII, Conte Reuss di Ebersdorf                |  |  |       |  |  |                                                     |  |  |                                                     |  |
|                                              |                                  | Enrico XXIV, Conte Reuss di Ebersdorf       | Enrico XXIII, Conte Reuss di Ebersdorf                |  |  |       |  |  |                                                     |  |  |                                                     |  |
|                                              |                                  | Enrico XXIV, Conte Reuss di Ebersdorf       | Contessa Sofia Teodora di Castell-Remlingen           |  |  |       |  |  |                                                     |  |  |                                                     |  |
| Augusta di Reuss-Ebersdorf                   |                                  | Enrico XXIV, Conte Reuss di Ebersdorf       |                                                       |  |  |       |  |  |                                                     |  |  |                                                     |  |
|                                              |                                  | Carolina Ernestina di Erbach-Schönberg      | Giorgio Augusto, Conte di Erbach-Schönberg            |  |  |       |  |  |                                                     |  |  |                                                     |  |
|                                              |                                  | Carolina Ernestina di Erbach-Schönberg      | Giorgio Augusto, Conte di Erbach-Schönberg            |  |  |       |  |  |                                                     |  |  |                                                     |  |
|                                              |                                  | Carolina Ernestina di Erbach-Schönberg      | Contessa Ferdinanda Enrichetta di Stolberg-Gedern     |  |  |       |  |  |                                                     |  |  |                                                     |  |
| Carlotta del Belgio, imperatrice del Messico |                                  | Carolina Ernestina di Erbach-Schönberg      |                                                       |  |  |       |  |  |                                                     |  |  |                                                     |  |
|                                              | Luigi Filippo II, Duca d'Orléans | Luigi Filippo I, Duca d'Orléans             |                                                       |  |  |       |  |  |                                                     |  |  |                                                     |  |
|                                              | Luigi Filippo II, Duca d'Orléans | Luigi Filippo I, Duca d'Orléans             |                                                       |  |  |       |  |  |                                                     |  |  |                                                     |  |
|                                              | Luigi Filippo II, Duca d'Orléans | Principessa Luisa Enrichetta di Borbone     |                                                       |  |  |       |  |  |                                                     |  |  |                                                     |  |
| Luigi Filippo I, Re dei Francesi             | Luigi Filippo II, Duca d'Orléans |                                             |                                                       |  |  |       |  |  |                                                     |  |  |                                                     |  |
|                                              |                                  | Principessa Luisa Maria Adelaide di Borbone | Luigi Giovanni Maria di Borbone, Duca di Penthièvre   |  |  |       |  |  |                                                     |  |  |                                                     |  |
|                                              |                                  | Principessa Luisa Maria Adelaide di Borbone | Luigi Giovanni Maria di Borbone, Duca di Penthièvre   |  |  |       |  |  |                                                     |  |  |                                                     |  |
|                                              |                                  | Principessa Luisa Maria Adelaide di Borbone | Principessa Maria Teresa di Modena                    |  |  |       |  |  |                                                     |  |  |                                                     |  |
| Principessa Luisa d'Orléans                  |                                  | Principessa Luisa Maria Adelaide di Borbone |                                                       |  |  |       |  |  |                                                     |  |  |                                                     |  |
|                                              |                                  | Ferdinando I delle Due Sicilie              | Carlo III di Spagna                                   |  |  |       |  |  |                                                     |  |  |                                                     |  |
|                                              |                                  | Ferdinando I delle Due Sicilie              | Carlo III di Spagna                                   |  |  |       |  |  |                                                     |  |  |                                                     |  |
|                                              |                                  | Ferdinando I delle Due Sicilie              | Principessa Maria Amalia di Sassonia                  |  |  |       |  |  |                                                     |  |  |                                                     |  |
| Maria Amalia di Borbone-Due Sicilie          |                                  | Ferdinando I delle Due Sicilie              |                                                       |  |  |       |  |  |                                                     |  |  |                                                     |  |
|                                              |                                  | Arciduchessa Maria Carolina d'Austria       | Francesco I, Sacro Romano Imperatore                  |  |  |       |  |  |                                                     |  |  |                                                     |  |
|                                              |                                  | Arciduchessa Maria Carolina d'Austria       | Francesco I, Sacro Romano Imperatore                  |  |  |       |  |  |                                                     |  |  |                                                     |  |
|                                              |                                  | Arciduchessa Maria Carolina d'Austria       | Maria Teresa d'Austria                                |  |  |       |  |  |                                                     |  |  |                                                     |  |
|                                              |                                  | Arciduchessa Maria Carolina d'Austria       |                                                       |  |  |       |  |  |                                                     |  |  |                                                     |  |

## Nei media
- La tragica vicenda di Carlotta del Belgio ha ispirato la trama della telenovela brasiliana A Rainha Louca, con Nathália Timberg come protagonista.